# Joseph Rovan
Joseph Adolphe Rovan, nacido Joseph Adolph Rosenthal (Múnich, 25 de julio de 1918 – 27 de julio de 2004), fue un filósofo y político francés de origen alemán, considerado un padre espiritual de la Europa de la posguerra como ardiente impulsor de la reconciliación entre Francia y Alemania. Inicialmente nacido en la fe judía, el domingo de Pentecostés de 1944 se convirtió al catolicismo.
Refugiado en Francia con su familia para escapar del nazismo debido a su origen judío, Rovan participó activamente en la Resistencia francesa en Lyon durante la Segunda Guerra Mundial y recibió la Croix de Guerre y la Médaille de la Résistance por sus servicios. En 1944 fue arrestado por la Gestapo y sobrevivió diez meses en el campo de concentración de Dachau. Fue durante este tiempo que se convirtió al catolicismo. En 1945, tras su regreso a Francia, escribió en la revista Esprit el artículo «L'Allemagne de nos mérites», donde sugería que la creación de una Alemania democrática sobre las ruinas del Tercer Reich era responsabilidad de los aliados. 
Rovan escribe a contracorriente de la opinión dominante entonces en Francia:

Que [los alemanes] sean responsables de los crímenes hitlerianos de forma indirecta o directa, el respeto de los Derechos del Hombre nos da [a los franceses] sobre los alemanes un único derecho que es al mismo tiempo un deber: la Justicia. No es a ellos a quienes se la debemos primero, es a nosotros. Cada vez que la dignidad del hombre es violada en mi adversario, es en mi en quien es herida.

Rovan también ha recibido la Legión de Honor, la Orden Nacional del Mérito, la Orden del Mérito Alemana con Estrella y la Orden del Mérito de Baviera. Murió ahogado en un accidente de natación en Francia.